# Enric Alonso de Medina Malegue
Enric Alonso de Medina Malegue (Reus 16 de maig de 1853 - Tarragona 29 de setembre de 1912) va ser un militar reusenc, fill d'Alexandre Alonso de Medina, militar de Jaén, i de Maria Malegue Domènech, de Reus. Era germà del també militar Alexandre Alonso de Medina Malegue.
Tal com havien fet el seu avi, el seu pare i també els seus dos germans, Alexandre i Isidre, va seguir la carrera militar. Segons el seu full de serveis, a l'Arxiu Històric Militar de Segòvia, als 15 anys va ingressar a l'Acadèmia Militar d'Infanteria, i el 1872 era alferes. Per mèrits de guerra va pujar a tinent el 1874, i el 1875 era capità. Va obtenir, també per mèrits de guerra, el grau de comandant el 1890. Va ser nomenat tinent coronel l'any 1892 i destinat a Tarragona. El 1904 era tinent coronel i el 1911 general de brigada. Va morir a Tarragona l'any 1912.
Va tenir un destacat paper a la Tercera Guerra Carlina, tant a Catalunya com a diferents parts de l'estat espanyol. Va organitzar diverses comissions dins de l'exèrcit, i va coordinar la creació de jutjats militars. L'any 1886 es va casar amb Rita de Ansoategui, i l'any 1901 va quedar vidu. Es va casar amb una germana de la difunta, Pilar, un any després. Va rebre pels seus serveis diverses condecoracions, entre elles la Gran Creu de Sant Hermenegild.